# Sanqiao (köpinghuvudort i Kina, Guizhou Sheng, lat 29,06, long 107,50)
Sanqiao (kinesiska: 三桥, 三桥镇) är en köpinghuvudort i Kina. Den ligger i provinsen Guizhou, i den sydvästra delen av landet, omkring 280 kilometer norr om provinshuvudstaden Guiyang. Antalet invånare är 16 910. Befolkningen består av 8 762 kvinnor och 8 148 män. Barn under 15 år utgör 26,0 %, vuxna 15-64 år 58 %, och äldre över 65 år 14,0 %.